# Oenothera dissecta
Oenothera dissecta är en dunörtsväxtart som beskrevs av Asa Gray och S. Wats.. Oenothera dissecta ingår i släktet nattljussläktet, och familjen dunörtsväxter. Inga underarter finns listade i Catalogue of Life.